# Мудрість Балавара
«Мудрість Балавара» — грузинська редакція повісті про Варлаама та Йоасафа, яка містить християнізовану історію життя Будди в перекладі з арабської. Збережена у двох варіантах — повному (IX—X ст) та скороченому (XI ст).
Фабула грузинського оповідання в основному ідентична з грецькою і арабсько-староєврейською.

З грузинського варіанту ми дізнаємось, що в короля Ябенеса був слуга божий (ім'я якого в грецькому і арабському варіантах не названо) Балавар — Біланхар — Варлаам, який вірив у Христа і надіявся на нього. Король дуже любив Балавара за розсудливість і розум. На доброму рахунку у короля він був і як умілий писар. Ябенес не знав, що той вірив у Христа, і виявляв йому більшу шану, ніж усім іншим своїм сановникам.